# 瑪麗蓮鱂脂鯉
瑪麗蓮鱂脂鯉，為輻鰭魚綱脂鯉目脂鯉亞目鱂脂鯉科的其一種，分布於南美洲巴西鑫谷河及Curuá河流域，體長可達8.9公分，棲息底中層水域，生活習性不明。